# Belianske Tatra
De Belianske Tatra (Slowaaks: Belianske Tatry) is een gebergte in Slowakije, niet ver van de Poolse grens. Het ligt ten oosten van de Hoge Tatra en is het kleinste deel van de Tatra. Onder het communisme was dit grotendeels ontoegankelijk voor gewone burgers, officieel om het ecosysteem te bewaren.
Het hoogste punt is de top van de berg Havran, op 2.151 m.